# نام من چیست؟ (ترانه ریانا)
نام من چیست؟ (به انگلیسی: What's My Name?) نام ترانه‌ای استودیویی اثر ریانا است. این ترانه در آلبوم بلند قرار داشت.
این تک‌آهنگ در چارت‌های اسکاتلند، بریتانیا، در رتبه اول و در چارت‌های ایتالیا، ایرلند، نروژ، فنلاند، نیوزلند، جزو ده ترانه اول قرار گرفت.